# Seven Femenino de Canadá 2021 (Edmonton)
El Seven Femenino de Canadá 2021 fue la séptima edición del Seven Femenino de Canadá.
Se disputó entre el 25 y 26 de septiembre de 2021 en el Estadio de la Mancomunidad en Edmonton, Canadá.
El torneo fue un reemplazo para la temporada de la Serie Mundial Femenina de Rugby 7 2021, que fue cancelada por razones relacionadas con la pandemia de COVID-19.

## Formato
Los cuatro equipos se enfrentarán en un sistema de todos contra todos a una sola ronda; la victoria otorga 3 puntos, el empate 2 y la derrota 1 punto.
Luego avanzaran a semifinales, en donde el primer clasificado se enfrentará al cuarto y el segundo al tercero, buscando un lugar en la final del torneo.

## Equipos participantes
- Canadá
- Estados Unidos
- Gran Bretaña
- México

## Resultados

### Fase de grupos
- Todos los horarios corresponden al huso horario local: UTC-8.[2]

| Pos | Países         | Partidos | Partidos | Partidos | Partidos | Tantos | Tantos | Tantos | Pts |
| Pos | Países         | J        | G        | E        | P        | PF     | PC     | DP     | Pts |
| --- | -------------- | -------- | -------- | -------- | -------- | ------ | ------ | ------ | --- |
| 1   | Gran Bretaña   | 3        | 2        | 1        | 0        | 79     | 26     | +53    | 8   |
| 2   | Canadá         | 3        | 1        | 2        | 0        | 73     | 45     | +28    | 7   |
| 3   | Estados Unidos | 3        | 1        | 1        | 1        | 82     | 55     | +27    | 6   |
| 4   | México         | 3        | 0        | 0        | 3        | 12     | 120    | −108   | 3   |

| 25 de septiembre de 2021 | Estados Unidos | 26 - 26 | Canadá | Estadio de la Mancomunidad, Edmonton |  |

| 25 de septiembre de 2021 | Gran Bretaña | 43 - 0 | México | Estadio de la Mancomunidad, Edmonton |  |

| 25 de septiembre de 2021 | Estados Unidos | 37 - 0 | México | Estadio de la Mancomunidad, Edmonton |  |

| 25 de septiembre de 2021 | Gran Bretaña | 7 - 7 | Canadá | Estadio de la Mancomunidad, Edmonton |  |

| 25 de septiembre de 2021 | Canadá | 40 - 12 | México | Estadio de la Mancomunidad, Edmonton |  |

| 25 de septiembre de 2021 | Gran Bretaña | 29 - 19 | Estados Unidos | Estadio de la Mancomunidad, Edmonton |  |

## Fase final
|  | Semifinal        | Semifinal        | Semifinal        |                |              | Copa             | Copa             | Copa             |  |
|  | 26 de septiembre | 26 de septiembre | 26 de septiembre |                |              | 26 de septiembre | 26 de septiembre | 26 de septiembre |  |
|  |                  |                  |                  |                |              |                  |                  |                  |  |
|  |                  |                  |                  |                |              |                  |                  |                  |  |
|  | Gran Bretaña     | Gran Bretaña     | 50               |                |              |                  |                  |                  |  |
|  | Gran Bretaña     | Gran Bretaña     | 50               |                |              |                  |                  |                  |  |
|  | México           | México           | 5                |                |              |                  |                  |                  |  |
|  | México           | México           | 5                |                | Gran Bretaña | Gran Bretaña     | 22               |                  |  |
|  |                  |                  |                  |                | Gran Bretaña | Gran Bretaña     | 22               |                  |  |
|  |                  |                  | Estados Unidos   | Estados Unidos | 5            |                  |                  |                  |  |
|  | Canadá           | Canadá           | Estados Unidos   | Estados Unidos | 5            | 12               |                  |                  |  |
|  | Canadá           | Canadá           |                  |                |              | 12               |                  |                  |  |
|  | Estados Unidos   | Estados Unidos   | 22               |                |              | Tercer lugar     | Tercer lugar     | Tercer lugar     |  |
|  | Estados Unidos   | Estados Unidos   | 22               |                |              | Tercer lugar     | Tercer lugar     | Tercer lugar     |  |
|  |                  |                  |                  |                |              |                  |                  |                  |  |
|  |                  |                  |                  |                |              | México           | México           | 5                |  |
|  |                  |                  |                  |                |              | México           | México           | 5                |  |
|  |                  |                  |                  |                |              | Canadá           | Canadá           | 63               |  |
|  |                  |                  |                  |                |              | Canadá           | Canadá           | 63               |  |
|  |                  |                  |                  |                |              |                  |                  |                  |  |